# 広島市立湯来東小学校
広島市立湯来東小学校（ひろしましりつゆきひがししょうがっこう）は、広島県広島市佐伯区湯来町麦谷にある公立小学校。

## 概要
児童数が30名の小規模校。学級は1、2年生は単式学級、3～6年生は複式学級（平成25年度） 。

## 沿革
- 1875年（明治8年） - 旧和田、麦谷、下の三村にそれぞれ小学校を設立
- 1881年（明治14年）4月 - 下村に津伏小学校を増設
- 1884年（明治17年）4月 - 麦谷村に皆草小学校を増設
- 1889年（明治22年） - 三村（和田・麦谷・下）が合併して水内村となる
- 1896年（明治29年） - 皆草小学校と堂原小学校を統合し、水内尋常小学校と改称
- 1896年（明治29年） - 大塚小学校と津伏小学校を統合し、水内下尋常小学校と改称
- 1941年（昭和16年）4月 - 国民学校令により、和田、水内、水内下国民学校と改称
- 1943年（昭和18年）- 水内国民学校、校舎落成（現在地）
- 1947年（昭和22年）4月 - 学制改革により、水内村立和田小学校、水内小学校、水内下小学校と改称
- 1949年（昭和24年）4月 - 水内村立和田小学校を水内村立水内上小学校と改称
- 1956年（昭和31年）9月 - 三村（上水内、水内、砂谷）が合併して湯来町となり、それぞれ湯来町立小学校となる。
- 1968年（昭和43年）4月 - 湯来町立水内上小学校、湯来町立水内小学校、湯来町立水内下小学校三校が名目統合し、湯来町立水内小学校となる。水内上小は上教場、水内下小は下教場と呼び、今まで通り三校で教育にあたる
- 1969年（昭和44年）9月 - 現校舎落成、上下教場共に実質統合し、湯来町立湯来東小学校と改称
- 2005年（平成17年）4月25日 - 湯来町の広島市への合併により、広島市立湯来東小学校と改称
- 2024年（令和6年）4月1日 - 広島市立湯来西小学校を統合[3]

## 校区
- 広島市立湯来中学校の校区[4]
  - 湯来町大字下、湯来町大字麦谷、湯来町大字和田